# El retorn dels Arcans
"El retorn dels Arcans" (títol original en anglès "The Return of the Archons") és el vint-i-unè episodi de la primera temporada de la sèrie de televisió de ciència-ficció estatunidenca Star Trek. Escrit per Boris Sobelman (basat en una història de Gene Roddenberry), i dirigit per Joseph Pevney, es va emetre per primera vegada el 9 de febrer de 1967.
A l'episodi, la tripulació de l' Enterprise visita un planeta aparentment pacífic els habitants del qual són "del Cos", controlats per un governant invisible, i gaudeixen d'una nit de violència durant el "Festival".
L'episodi conté la primera referència a la Primera Directiva de Star Trek .

## Argument
L' USS Enterprise, sota el comandament del Capità Kirk, arriba al planeta Beta III en el sistema C-111 on s'informa que l'USS Archon es va perdre gairebé 100 anys abans. El tinent Sulu és l'únic membre del grup d'aterratge que s'aixeca des de la superfície del planeta i mostra una eufòria inexplicable, a més d'insistir que la tripulació "no és del Cos" i es refereix a ells com "Arcans". Kirk s'envia amb un altre grup per investigar. Troben que els habitants viuen en una cultura a l'estil terrestre del segle XIX, governada per "Guardians de la Llei" amb túnica i caputxa i un dictador solitari, Landru. La seva arribada és seguida poc després pel "Festival", un període de violència, destrucció i agressió sexual.
El grup d'aterratge de Kirk busca refugi de la turba en una pensió propietat de Reger. Un amic de Reger sospita que els visitants "no són del Cos" (tota la societat Betan), i convoca els legisladors. Quan el grup desembarcat es nega a anar amb els legisladors, els legisladors es queden immòbils. Reger condueix l'equip d'aterratge de l' Enterprise a un amagatall. En el camí, una ordre telepàtica fa que la gent del poble ataqui la partida d'aterratge. Atordeixen els atacants amb els seus fasers i troben el tinent O'Neil, l'altre membre del grup d'aterratge original, entre ells. S'emporten O'Neil amb ells, però el mantenen sedat segons el consell de Reger. Reger revela que Landru "va tirar els Arcans des del cel". En contactar amb la nau, Kirk s'assabenta que els raigs de calor del planeta estan atacant l' Enterprise, que ha d'utilitzar tot el seu poder per als seus escuts. La seva òrbita s'està deteriorant i s'estavellarà en 12 hores tret que els raigs estiguin apagats.
Una projecció de Landru apareix a l'amagatall, i Kirk i el seu equip queden inconscients per ones hipersòniques. El grup de desembarcament està empresonat en un calabós. El Dr. Leonard McCoy està "absorbit en el cos", és a dir, posat sota el control mental de Landru, però Marplon, un membre de la clandestinitat contra Landru, rescata Kirk i Spock. Reger i Marplon expliquen com Landru va salvar la seva societat de la guerra i l'anarquia fa 6.000 anys i va reduir la tecnologia del planeta a un nivell més simple.
En escoltar els seus plans xiuxiuejats, McCoy convoca els legisladors. Kirk i Spock els sotmeten i es posen la seva túnica. Marplon porta Kirk i Spock a la Sala d'Audiències, on els Guardians de la Llei es comuniquen amb Landru. Apareix una projecció de Landru i els amenaça. Kirk i Spock utilitzen els seus fasers per travessar la paret i exposar un ordinador programat per Landru, que va morir fa 6.000 anys. L'ordinador neutralitza els seus fasers. Kirk i Spock discuteixen amb l'ordinador que, com que ha destruït la creativitat de la gent en prohibir el seu lliure albir, és dolent i hauria d'autodestruir-se, alliberant la gent de Beta III. L'ordinador compleix.
Els raigs de calor s'aturen i l' Enterprise se salva. Kirk accepta deixar assessors i educadors de la Federació al planeta per ajudar a reformar la civilització.

## Repartiment i doblatge al català
La sèrie va ser doblada al català pels estudis Tecni-3 (primera part) i Diálogo (segona part) i emesa a TV3 l’any 1989. Els dobladors de l'episodi foren:
| Personatge                | Actor/actriu     | Veu en català                      |
| ------------------------- | ---------------- | ---------------------------------- |
| James T. Kirk             | William Shatner  | Jordi Boixaderas                   |
| Spock                     | Leonard Nimoy    | Isidre Sola i Llop                 |
| Montgomery Scott 'Scotty' | James Doohan     | Joan Carles Gustems Domènec Farell |
| Hikaru Sulu               | George Takei     | Jaume Nadal Enric Cusí             |
| Nyota Uhura               | Nichelle Nichols | Glòria Roig Azucena Díaz           |
| Reger                     | Harry Townes     | Alfred Lucchetti                   |
| Landru                    | Charles Macaulay | Enric Arquimbau                    |
| Marplon                   | Torin Thatcher   | Albert Diaz                        |
| Tula                      | Brioni Farrell   | Carme Bassas                       |
| Primer Guardià de la Llei | Sid Haigl        | Jaume Comas                        |
| Tamar                     | John Lormer      | Vicenç Manuel Domènech             |
| Hacom                     | Morgan Farley    | Manuel Lázaro                      |

## Producció
"El retorn dels Arcans" va ser la primera aparició a Star Trek de l'actor Charles Macaulay. Més tard va aparèixer com Jaris, governant d'Argelius II, a l'episodi de la segona temporada "El llop dins del tancat". Aquesta va ser la segona aparició de l'actor Jon Lormer a Star Trek. Anteriorment havia aparegut com el Dr. Theodore Haskins a l'episodi "El zoo" i va fer una tercera aparició com a vell sense nom a l'episodi de la tercera temporada "Perquè el món és buit i jo he tocat el cel". David L. Ross va fer la seva tercera aparició a Star Trek en aquest episodi, després d'haver aparegut com a guàrdia de seguretat en els episodis "Miri" i com a cap de transport a "El Galileu Set" a principis de la primera temporada. Va rebre el seu primer paper parlant com a tinent Johnson a l'episodi de la segona temporada "El problema dels tribbles", i va aparèixer en un altre paper de parlant com el tinent. Galloway a l'episodi de la segona temporada "La glòria d'Omega". L'actor de personatges Sid Haig té un paper com un dels legisladors encaputxats que s'enfronten per primer cop al grup d'aterratge a la pensió de Reger.
"El retorn dels Arcans" introdueix per primer cop la Primera Directiva de la Federació. Tanmateix, gairebé immediatament es fa una modificació important a la regla de no interferència absolutista. Kirk argumenta que la Primera Directiva no prohibeix la interferència amb altres cultures, sinó que només prohibeix la interferència amb una cultura "viva i en creixement". L'estudiós Eric Greene argumenta que això reflecteix el "mite fronterer" de Star Trek i la política exterior estatunidenca a finals del segle xx, en què una cultura superior s'expandeix per imposar la seva comprensió de la llibertat i el progrés en altres. M. Keith Booker, interpretant la política de Star Trek, n'està d'acord, assenyalant que deixar enrere un equip sociològic per "ajudar a restaurar la cultura del planeta a una forma més humana" significa restaurar-la a una forma que "s'adapti als valors de la Federació i de la Terra del segle XXIII" De fet, la Primera Directiva només seria realment repectat durant la sèrie a l'episodi "Pa i circ".
La ubicació del rodatge de "Retorn del Arcans" va tenir lloc a RKO Forty Acres a Culver City, Califòrnia. Les escenes de carrer formaven part de la "Ciutat d'Atlanta", un conjunt que consta d'un carrer de la ciutat de mitjans de la dècada del 1800, una plaça de la ciutat i una zona residencial (construïda originalment per a la pel·lícula Allò que el vent s'endugué el 1939). El decorat del calabós es va construir per primera vegada per a aquest episodi i es va reutilitzar a l'episodi de la primera temporada "Els salvadors, salvats" i a l'episodi de la segona temporada "Gat amagat". La consola de la cabina d'absorció de Marplon també es va reutilitzar diverses vegades a la sèrie. Va reaparèixer (amb modificacions) com a estació de relleu a l'episodi de la segona temporada "Mudd, primer", com a panell de control de la posició avançada de la Federació a l'episodi de la tercera temporada "Les llums de Zetar", el habitatge per al dispositiu de camuflatge romulà a l'episodi de la tercera temporada "Incident a l'Enterprise", i com a estació de control del camp de força a la colònia penal Elba II a l'episodi de la tercera temporada "Qui Déu destrueixi...". L'ordinador que governava la Beta III es va tornar a veure (lleugerament modificat) a l'episodi de la primera temporada "El conflicte final". Les portes del Saló of Audiences eren una reutilització de portes vistes anteriorment a l'episodi "De què són fetes les nenes petites?" i es van reutilitzar a "El conflicte final".
L'episodi conté dos errors. Quan esclata el "Festival", la turba comença a llançar pedres a la festa de desembarcament. Una gran "roca" feta de paper maixé colpeja accidentalment un dels membres del personal de seguretat de Enterprise al cap. L'actor es va mantenir en el personatge i va continuar corrent per assegurar-se que la presa no s'arruïnés. Quan el grup de desembarcament descansa en un dormitori de la pensió de Reger, les finestres estan enfosquides en tots els plans amples, però clarament transparents i mostrant el carrer exterior en tots els primers plans.

## Recepció
Eric Greene observa que "El retorn dels Arcans" és la primera vegada que Star Trek intenta tractar els problemes de la guerra i la pau plantejats per la Guerra del Vietnam, i va establir una plantilla que es va utilitzar en una sèrie de episodis posteriors com ara "El conflicte final", "A aquest costat del Paradís", i "Perquè el món es buit i jo he tocat el cel". La superioritat moral de la Federació s'exhibeix a través del seu èmfasi en la llibertat individual, el progrés i el recurs a la violència només en defensa pròpia, mentre que la societat Betana és criticada pel seu control estatal, estancament i dependència de l'agressió. Greene argumenta que aquests episodis prefiguren el col·lectiu Borg, una metàfora molt més oberta del totalitarisme (fins i tot Soviètica) introduïda a la sèrie Star Trek: La nova generació. L'estudiós M. Keith Booker assenyala que l'episodi presenta Kirk "en el seu moment més americà", valorant la lluita contra els obstacles com la virtut més alta i denunciant la utopia betana (equiparada amb l'estalinisme) com a deshumanitzadora.
Els estudiosos Michael A. Burstein i John Kenneth Muir assenyalen que la trama de "El retorn dels Arcans" (en la qual Kirk i companyia descobreixen una societat estancada adorant un ésser semblant a un déu que Kirk destrueix amb il·lògica humana) es va convertir en un tòpic durant les dècades posteriors al final de la sèrie. Burstein critica l'episodi per atacar la religió organitzada, que el va presentar com una supressió de la llibertat i la creativitat. Però l'estudiós religiós Michael Anthony Corey lloa l'episodi per adonar-se que l'eliminació d'un enorme nombre de mals morals només es pot produir causant un únic mal moral massiu (la pèrdua del lliure albir). El "Principi de l'optimisme radical" del filòsof Gottfried Leibniz, que conclou que el nostre és el millor de tots els mons possibles perquè conté les condicions per a l'existència humana (i no perquè en tingui un nombre més o menys gran dels mals morals).
Zack Handlen de The A.V. Club va donar a l'episodi una qualificació "B", descrivint l'episodi com a "sensació solta i sense polir" i sense "la força de les millors línies de la història de la sèrie", però elogiant l'ambició de la història.
Per a l'actor Ben Stiller, "El retorn dels Arcans" és un dels seus episodis favorits deStar Trek. "Hora Roja", l'hora del dia en què comença el "Festival", és el nom de la seva productora.
Aquest és assenyalat com un dels episodis de Star Trek que no té un dolent tradicional, i va assenyalar que els ordinadors van sortir malament com a dolent es podria esperar en una cultura tecnològicament avançada tal com es mostra a Star Trek.

## Cultura popular
El "Festival" d'aquest episodi va servir d'inspiració darrere de la pel·lícula de 2013 The Purge, i la posterior franquícia de mitjans que va generar.